# Distretto di Chawkay
Il distretto di Chawkay è un distretto dell'Afghanistan appartenente alla provincia del Konar. Conta una popolazione di 28.905 abitanti (dato 2003).